# Acatlán de Juárez
Acatlán de Juárez là một đô thị thuộc bang Jalisco, México. Năm 2005, dân số của đô thị này là 22540 người.